# 플로리 (가수)
플로리(Florrie, 1988년 12월 28일 ~ )는 잉글랜드의 싱어송라이터, 모델, 드러머이다.